# 副董事長
副董事長（英語：Deputy Chairman of the Board，在日本、韓國稱為副會長，即董事會副主席），指的是一家公司董事會的備位領導者，由董事會從董事中選出。當董事長因故不能視事時，由副董事長代理其職務。並非每一家企業都設有副董事長。

## 產生
- 股份有限公司董事會可設副董事長，由全體董事選舉產生。